# Gonanticlea ochreivittata
Gonanticlea ochreivittata är en fjärilsart som beskrevs av Max Joseph Bastelberger 1909. Gonanticlea ochreivittata ingår i släktet Gonanticlea och familjen mätare. Inga underarter finns listade i Catalogue of Life.

## Bildgalleri

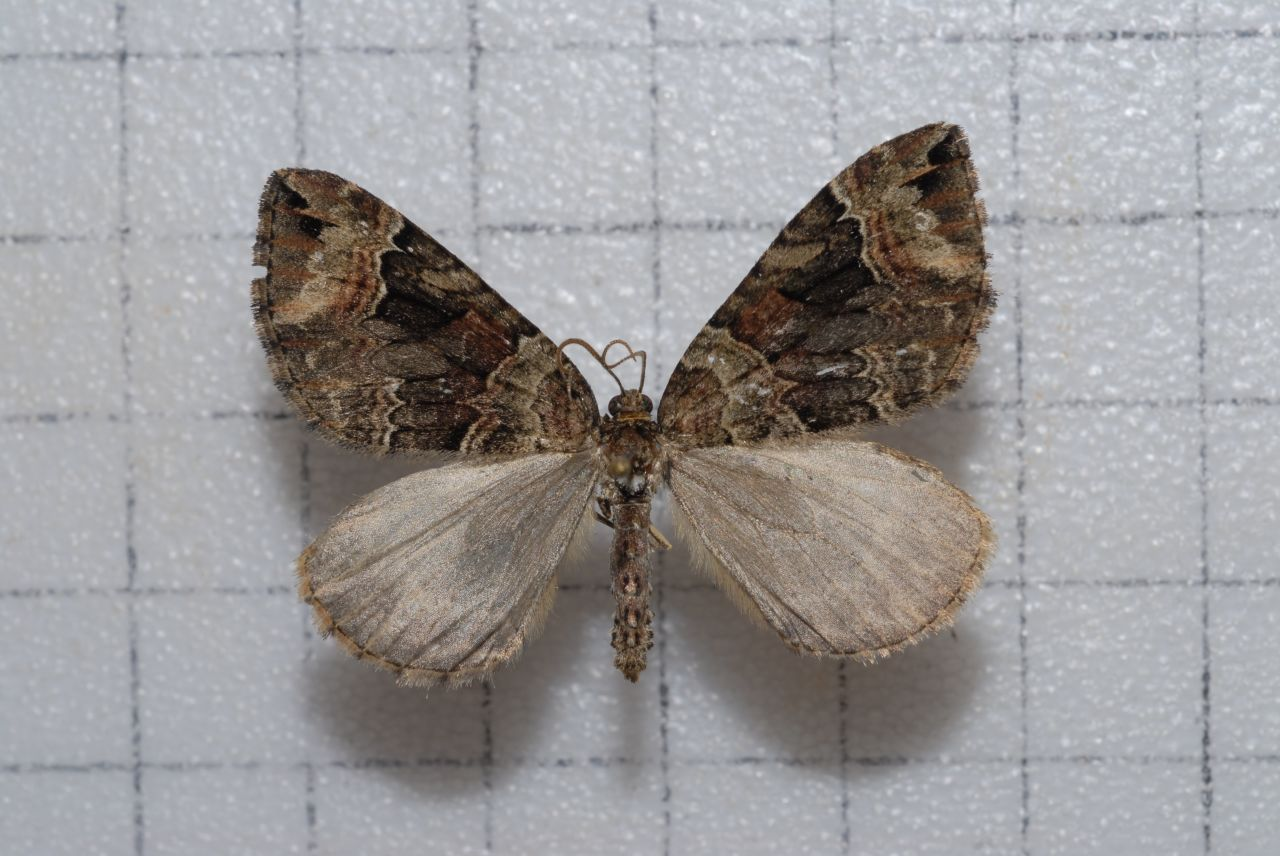
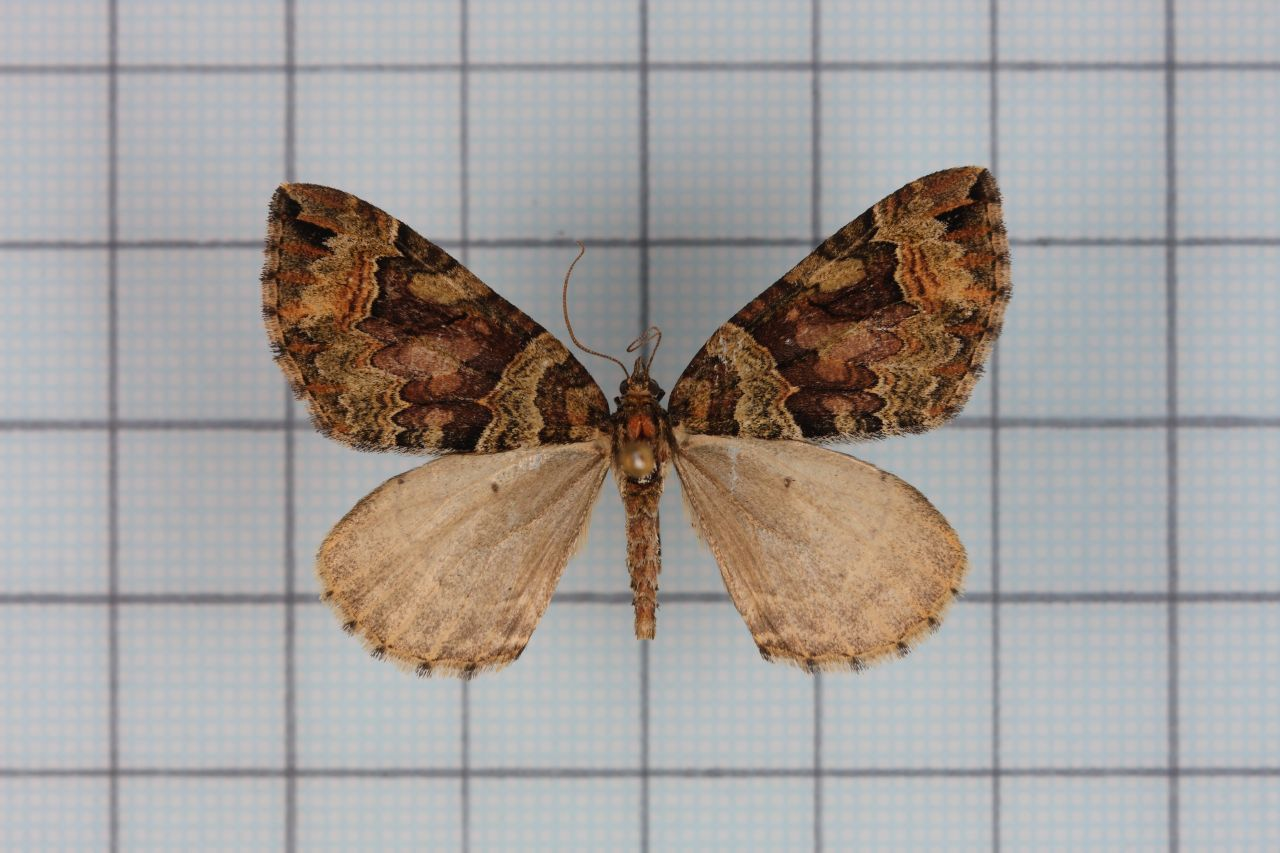